# 零式練習用戦闘機
零式練習用戦闘機（れいしきれんしゅうようせんとうき、旧字体：零式練󠄀習󠄁用戰鬭󠄁機）は、第二次世界大戦時における日本海軍の練習機である。記号はA6M2-K。略称は零式練戦(略称を零練戦とする資料もある)。開発は第二十一航空廠。

## 歴史
零式艦上戦闘機の登場によってより高度で実機に近い機体での訓練を必要としていた日本海軍は、九六式艦上戦闘機を複座化した二式練習用戦闘機を1942年（昭和17年）に採用したが、さらに零式艦上戦闘機そのものを練習機とした機体十七試練習用戦闘機の開発を1942年（昭和17年）に大村の第二十一航空廠に指示した。試作機は1943年（昭和18年）に完成した。
零式艦上戦闘機二一型を複座の戦闘練習機化した機体であった。零式艦上戦闘機二一型をベースにして操縦席の後ろに教官席を設け複操縦式とし、胴体の両側面に安定鰭を設けていた。前席の風防は開放式、後席は密閉式で、両席の間に転覆時の乗員保護の為のロールオーバーバーが設けられていた。主翼は折りたたみ機構を廃止し、整備を簡易化するため主脚カバーの車輪部分が省略されていた。武装は射撃練習用に機首の7.7 mm機関銃を残していた。また、主翼下の爆弾架も残されていた。1944年（昭和19年）1月(3月とする資料もある)に零式練習用戦闘機一一型として制式採用され、量産は第二十一航空廠と日立航空機で行われた。
1945年（昭和20年）までに500機を越える機体が生産され、各地の練習航空隊で使用された。
1945年（昭和20年）3月、練習連合航空総隊を解体し、その搭乗員教育航空隊をもって第十航空艦隊を編制して連合艦隊に編入し、練習機も特別攻撃に参加することになった。零式練習用戦闘機の特攻装備は、250キロ爆弾1発であった。沖縄戦において特攻機として使用された。
零式練習用戦闘機二二型の開発も始まった。一一型に零式艦上戦闘機五二型の主翼を組み合わせた機体も開発されていた。

## 派生型
一一型
二二型
零式艦上戦闘機の主力が五二型になったことを受けて、五二型をベースとした練習用戦闘機も開発された。仮称零式練習用戦闘機二二型（A6M5-K）と名づけられた機体は第二十一航空廠で開発が進められ、1945年（昭和20年）に試作機2機が完成したが、生産準備中に終戦になった。

## 諸元
- 全長： 9.06 m
- 全幅： 12.0 m
- 全高： 3.53 m
- エンジン： 中島　栄　12型レシプロエンジン940HP
- 自重： 1,819 kg[6]
- 全備重量： 2,334 kg[3]
- 最大速度： 476 km/h[3]
- 乗員： 2名
- 武装： 九七式 7.7mm固定機銃×1～2